# Добершау
Добершау или До́бруша (нем. Doberschau; в.-луж. Dobrušaо файле) — деревня в Верхней Лужице, Германия. Входит в состав коммуны Добершау-Гаусиг района Баутцен в земле Саксония. Подчиняется административному округу Дрезден.

## География
Деревня располагается на восточном склоне равнины реки Шпрее примерно в трёх километрах на юго-западе от Баутцена. Граничит с деревнями Пшишецы (Přišecy, Preuschwitz) на северо-востоке, Джежникецы коммуны Обергуриг (Dźěžnikecy, Singwitz) на юге, Слонкецы (Słónkecу, Schlungwitz) на юго-западе и Грубельчицы (Hrubjelčicy, Grubschütz) на северо-западе.

## История
Впервые деревня упоминается в 1221 году как Добирус (Heidenricus de Dobirus). В 1834 году численность деревни составляла 134 человек. После начала индустриализации Лужицы в 60-х годах XIX века численность значительность увеличилась. В 1871 году в деревне проживало 251, в 1890—446, в 1910 году — 909 человек.
С 1936 по 1950 года деревня входила в состав коммуны Прёйшвиц, с 1950 по 1994 года — коммуны Грубшюц, с 1994 по 1999 года — в коммуну Гнашвиц-Добершау. С 1999 года входит в современную коммуну Добершау-Гаусиг.
В настоящее время деревня входит в состав культурно-территориальной автономии «Лужицкая поселенческая область», на территории которой действуют законодательные акты земель Саксонии и Бранденбурга, содействующие сохранению лужицких языков и культуры лужичан.

## Население
Согласно статистическому сочинению «Dodawki k statisticy a etnografiji łužickich Serbow» Арношта Муки в 1884 году проживало 358 человек (из них — 260 лужичан (73 %)). Лужицкий демограф Арношт Черник в своём сочинении «Die Entwicklung der sorbischen Bevölkerung» пишет, что лужицкое население деревни в 1956 году составляло 10 % (из них верхнелужицким языком активно владело 96 человек, 45 — пассивно, 31 несовершеннолетних владели языком).
Официальным языком в населённом пункте, помимо немецкого, является верхнелужицкий язык. Большинство жителей принадлежат к лютеранскому приходу святого Михаила Аргангела в Баутцене.
| 1764 | 1834 | 1871 | 1884 | 1890 | 1910 | 1925 | 1939 | 1946 | 1950 | 1964 | 1990 | 2011 |
| ---- | ---- | ---- | ---- | ---- | ---- | ---- | ---- | ---- | ---- | ---- | ---- | ---- |
| 53   | 143  | 251  | 358  | 446  | 909  | 1036 | 1092 | 1231 | 1768 | 1566 | 1166 | 1174 |

## Известные жители и уроженцы
- Симонова, Марья (1824—1877) — сестра милосердия.